# Olimpíadas Internacionais de Ciências
As Olimpíadas Internacionais de Ciências (ou OICs) são competições internacionais anuais em diversas áreas da ciência. Em geral são enviados os melhores estudantes de cada país, selecionados normalmente através de Olimpíadas Nacionais de Ciências. A maioria delas é designada para alunos do ensino médio e cada delegação é normalmente composta de quatro a seis alunos.

## Olimpíadas Internacionais de Ciências
Existem OICs das mais diversas áreas da ciência, o Brasil participa de diversas delas. Existem dois tipos: as internacionais, que permitem que qualquer país participe, e as internacionais regionais, que em geral permitem somente a participação de países de uma mesma região, como é o caso das Olimpíadas Iberoamericanas.

### Olimpíadas internacionais das quais o Brasil participa
- Olimpíada Internacional de Matemática (IMO), realizada desde 1959;
- Olimpíada Internacional de Física (IPhO), realizada desde 1967;
- Olimpíada Internacional de Química (IChO), realizada desde 1968;
- Torneio Internacional de Jovens Físicos (IYPT), realizado desde 1988;
- Olimpíada Internacional de Informática (IOI), realizada desde 1989;
- Olimpíada Internacional de Biologia (IBO), realizada desde 1990;
- Olimpíada Internacional de Linguística (IOL), realizada desde 2003;
- Olimpíada Internacional Júnior de Ciências (IJSO), realizada desde 2004;
- Olimpíada Internacional de Astronomia e Astrofísica (IOAA), realizada desde 2007;
- Olimpíada Internacional de Ciências da Terra (IESO), realizada desde 2007;
- Olimpíada Internacional de Física e Cultura (IPhCO), realizada desde 2017.

### Olimpíadas internacionais das quais o Brasil não participa
- Olimpíada Internacional de Filosofia (IPO), realizada desde 1993;
- Olimpíada Internacional de Geografia (IGeO), realizada a cada dois anos desde 1996;
- Olimpíada Internacional de Astronomia (IAO), realizada desde 1996, Brasil deixou de participar em 2007, com a criação da IOAA.

### Olimpíadas internacionais regionais
- Olimpíada Iberoamericana de Matemática (OIbM);
- Olimpíada Rioplatense de Matemática (OMA);
- Olimpíada de Matemática do Cone Sul;
- Olimpíada de Maio;
- Olimpíada Iberoamericana de Informática (CIIC);
- Olimpíada Iberoamericana de Física (OIbF);
- Olimpíada Iberoamericana de Química (OIAQ);
- Olimpíada Iberoamericana de Biologia (OIAB);
- Olimpíada Latinoamericana de Astronomia e Astronáutica (OLAA) - realizada desde 2009.